# Eruzione dell'Etna del 1852
L'eruzione dell'Etna del 1852 ebbe inizio alle ore 5:45 circa del 21 agosto. Si sviluppò da una frattura apertasi in corrispondenza della serra Giannicola del piano del Trifoglietto, all'interno della Valle del Bove. Le lave minacciarono ma senza raggiungerli gli abitati di Milo, Zafferana, Piano, Ballo, Macchia, Sant'Alfio. Distrussero solo le Caselle di Milo.

## Fasi eruttive
Il 20 agosto del 1852, alle ore 23:30, senza alcun segno premonitore di rilievo si aprì una serie di fenditure sul fianco orientale del vulcano all'interno della Valle del Bove, sotto il ciglione del balzo del Trifoglietto fra i dirupi della Serra Giannicola, da cui proruppe un rivolo di lava fluida che iniziò a scorrere lungo la base del Salifizio. La colata lavica che proruppe alle ore 5:45 circa si diresse verso est. Dalle ore 7:00 del 21 l'area interessata dalle fenditure si estese ancora tra Giannicola e piano del Trifoglietto; l'emissione lavica, intorno alle 18:00 aveva raggiunto la Serra di Femina Morta, dirigendosi apparentemente verso Milo, Salice e Macchia. Nella notte, alle 2:00 del 22 agosto, la lava si incanalò in una strettoia puntando su Ballo e Zafferana. La mattina del 22 la colata si suddivise in tre bracci: uno puntò su Algerazzi e due puntarono sulla contrada Mortara e sulla Val Calanna, incendiando i boschi della zona. All'alba del giorno 23 il primo dei tre bracci della colata aveva rallentato la corsa; quello centrale, di Mortara, si gettò dentro il vallone di Fior di Cosimo, mentre il terzo proseguiva ricongiungendosi poi col secondo nella corsa verso est e sud-est. Il giorno 24 la lava rasentava l'abitato di Ballo dopo aver invaso e distrutto frutteti e vigneti. Nella notte tra il 24 e il 25 vi furono emissioni di gas misti a piogge acide assieme a polveri e ceneri che provocarono ulteriori danni sulle aree coltivate di Milo, Zafferana, Ballo e Piano. Tra il 25 e il 30 vi fu un rallentamento dell'attività eruttiva. Il giorno 30 l'attività riprese con violenza; la base del monte creato dalla stessa emissione si squarciò trascinandone i pezzi in una colata ancora più consistente che raggiunse la larghezza di un miglio; i bracci si ricongiunsero al Piano dell'Acqua. L'emissione continua di ceneri inizia a far crollare le prime abitazioni a Milo mentre continua la distruzione di coltivazioni e vigneti fino al 1º settembre quando, pur continuando a procedere lentamente la lava, si ferma l'emissione di cenere. Le colate ulteriori dal 2 settembre si sovrappongono alle precedenti e il 3 si stacca un braccio laterale che da Dagala Longa procede verso Le Caselle e poi si arresta. Riprende il flusso verso Zafferana a partire dal 4 settembre mentre per due giorni una pioggia fangosa e maleodorante si riversa sulla zona. Fino al 12 settembre le due colate rispettivamente su Milo e su Zafferana sembrano alternarsi nelle soste e nelle prosecuzioni accrescendo comunque le distruzioni delle campagne. Il 13 settembre il braccio di Milo si divise a circa un miglio dal centro abitato: il braccio sinistro puntò su Sant'Alfio e il destro su Macchia e Sorbo ma si fermarono presto. Nei primi giorni di ottobre la lava riprese la marcia dalla Portella di Calanna e il 6 si aprirono due ulteriori bocche più basse scorrendo verso Zappinelli.
L'eruzione continuò ancora a lungo con fasi alterne di rallentamento e potenziamento dei fenomeni esplosivi ed eruttivi, con emissioni di gas acidi e ceneri superando il termine dell'anno; si fermò definitivamente il 27 maggio 1853. Il magma fuoriuscito creò i Monti Centenari.
Giuseppe Sciuti, zafferanese, tra il 1854 e il 1856 immortalò l'eruzione con un dipinto ad olio di cm. 192,5 x cm.76 dove dominano i colori contrastanti del rosso e del nero. La lava coprì anche i terreni dell'artista segnando la sua vita al punto da costringerlo a rinunciare agli studi lontano dalla Sicilia.